# Rondo pour hautbois et piano
Pour les articles homonymes, voir Rondo.
Rondo pour hautbois et piano est une œuvre de musique de chambre de Germaine Tailleferre composée en 1972.

## Présentation
Rondo est écrit en 1972 pour hautbois et piano.
La partition, dédiée à Frédéric Robert, est publiée par Henry-Lemoine en 1973.
L'œuvre est d'une durée moyenne d'exécution de deux minutes environ.